# Wohn- und Wirtschaftsgebäude Auf der Loge 2
Das Wohn- und Wirtschaftsgebäude Auf der Loge 2 (Logehuus) in der niedersächsischen Stadt Bremervörde, Ortsteil Hesedorf, wurde zur Mitte des 19. Jahrhunderts gebaut. Aktuell (2025) wird es zum Wohnen, durch den Heimatverein Hesedorf und gewerblich genutzt.
Das Gebäude steht unter Denkmalschutz (siehe auch Liste der Baudenkmale in Bremervörde).

## Geschichte und Beschreibung
Bremervörde war um 1000 Sitz der Wasserburg Vörde an der Oste und gehört zum Landkreis Rotenburg (Wümme). Hesedorf wurde 1100 erstmals erwähnt.
Das eingeschossige giebelständige Gebäude als Zweiständer-Hallenhaus in Fachwerk mit Steinausfachungen, ziegelgedecktem Satteldach und Grooter Door mit Korbbogen wurde um 1850 gebaut. Der Wohnteil wurde massiv in Backstein ersetzt.
Das Landesdenkmalamt befand u. a.: „… ein regionstypisches Hallenhaus aus der Mitte des 19. Jahrhunderts in Zweiständerkonstruktion …“